# Солідарне (Сватівський район)
Соліда́рне (до 1961 року Босове) — село в Україні, у Лозно-Олександрівській селищній громаді Сватівського району Луганської області. Орган місцевого самоврядування — Солідарненська сільська рада. Площа села становить 592 га.

## Історія
На початку XVIII століття, після азовських походів Петра I ці землі були віддані князю Борису Куракіну. Його син Олександр Куракін займався освоєнням цих земель в 1730-1760-х роках, розводив на цих землях овець та велику рогату худобу, давав притулок кріпакам-утікачам з України та Росії. 1703 року Петро Перший видав указ про заселення степу від Валуйок до Азову вздовж Валуйського шляху. Першим поселенцем в цій місцевості, на шляху із Сватової Лучки до Ровеньок був Босенко Микита Данилович, який і дав ім'я селу. Перші поселенці займались скотарством — розводили овець, землеробством — сіяли хліб. У низовині були розкопані колодязі, з півночі село огортав ліс. На початку XIX століття князі Куракіни дозволили кріпакам викупитись з неволі й продали ці землі. Новими господарями стали князі Мещерські.
У 1929 році в селі організували перший колгосп, а восени 1930 року його реорганізували в радгосп «Червоноармієць». У зв'язку із будівництвом залізничної колії Москва — Донбас в 1932 році село стає робітничим селищем. 1936 році саме в цьому місці з'єдналися бригади будівників залізниці з Валуйок та Старобільська, закладено на честь події станцію Солідарне. Того ж року розпочалось будівництво хлібоприймального пункту, а у 1938 році заготівельна контора шкір, пір'я, фруктів та овочів.
Під час організованого радянською владою Голодомору 1932—1933 років померло щонайменше 248 жителів села.
У роки німецько-радянської війни село було окуповане німецько-італійськими військами з кінця червня 1942 по січень 1943 року. Під час Острогозько-Россошанської наступальної операції частинам Південно-Західного фронту Червоної армії була поставлена задача вийти 18 січня 1943 року на лінію Шахове — Нагольна — Дем'янівка — Грицаївка — Гайдуківка. 23 січня 1943 року 51 танкова бригада одним батальйоном увірвалась на залізничну станцію і знищила 2 ешелони піхоти, 2 потяги, бронепотяг, гараж автомашин, втративши при цьому 7 танків. На станцію підійшли 18 німецьких танків, які відбили атаку. Відступаючи танковий батальйон на шляху до Червоноармійця знищив артилерійський дивізіон і батальйон мотопіхоти.
1961 року село Босове було перейменоване на честь залізничної станції Солідарне.

## Населення
Населення становить 694 особи, 360 дворів.

## Вулиці
У селі існують вулиці: Гагаріна, Дружби, Залізнична, Лісова, Миру, Молодіжна, Переїзна, Садова, Сонячна, Центральна, Шкільна, провулок Заливний та Луговий.

## Економіка
1964 року встановлена поточна лінія з прийому і висушування зерна злаків, соняшнику, кукурудзи, почалася реконструкція дерев'яних споруд хлібоприймального пункту. Директором якого на той час був Данько Петро Федорович (1955—1969). У 1973—1976 роках в селі побудовано один з найбільших на той час елеваторів Солідарненський, ємністю 77,3 тис. тонн.
На розпайованих землях колишнього радгоспу утворилось декілька фермерських господарств, серед них «Ява» Фоменка Володимира Івановича.

## Транспорт
Село розташоване за 46 км від районного і за 180 км від обласного центру (Луганськ), з якими пов'язане асфальтованими автошляхами. В селі розташована залізнична станція Солідарний на лінії Валуйки — Кіндрашівська-Нова.

## Культура
У селі функціонує фельдшерсько-акушерський пункт, стадіон «Колос», з 1998 року культурно-розважальний центр в приміщенні колишнього магазину Лозно-Олександрівського сільпо. Споруджено 2 двоповерхових багатоквартирних будинки. Селяни Солідарного ведуть активне громадське життя, беруть участь у суботниках та підтриманні в належному стані громадських місць власного села.

### Школа
У 1953 році Босівська початкова школа була реорганізована в семирічну. 1957 року почалася добудова шкільних приміщень до 3 наявних класних кімнат.
Станом на 2013 рік в Солідарнівській неповній загальноосвітній школі навчається 52 учня в 8 класах, кількість персоналу становить 9 чоловік, директор Козьміна Людмила Іванівна.

## Пам'ятники
У селі 1956 року на братській могилі загиблих воїнів німецько-радянської війни споруджено пам'ятник.

## Видатні особистості
Уродженцям села Є. М. Левенецю та О. М. Артеменко за мужність і героїзм присвоєно звання Героя Радянського Союзу.